# Коптево (городской округ город Тула)
Коптево — деревня в Тульской области России. 
В рамках организации местного самоуправления входит в городской округ город Тула, в рамках административно-территориального устройства — в Фёдоровский сельский округ Ленинского района Тульской области.

## География
Расположена в 18 км к западу от областного центра, города Тула (по прямой от Тульского кремля).

## История
До 1990-х гг. деревня входила в Фёдоровский сельский Совет. В 1997 году стала частью Фёдоровского сельского округа Ленинского района Тульской области. 
В рамках организации местного самоуправления с 2006 до 2014 гг. деревня включалась в состав сельского поселения Фёдоровское Ленинского района, с 2015 года входит в Привокзальный территориальный округ в рамках городского округа город Тула.
День деревни празднуют во вторую субботу августа

## Население
| 2002 | 2010 |
| ---- | ---- |
| 491  | ↗505 |